# Constanța (distrikt)
Constanța er et distrikt i Dobrogea i Rumænien med 715.151 (2002) indbyggere. Hovedstad er byen Constanța .

## Byer
- Constanța
- Mangalia
- Medgidia
- Basarabi
- Cernavodă
- Eforie
- Hârşova
- Năvodari
- Negru Vodă
- Ovidiu
- Techirghiol

## Kommuner
| - 23 August - Adamclisi - Agigea - Albeşti - Aliman - Amzacea - Băneasa - Bărăganu - Castelu - Cerchezu - Chirnogeni - Ciobanu - Ciocârlia | - Cobadin - Cogealac - Comana - Corbu - Costineşti - Crucea - Cumpăna - Cuza Vodă - Deleni - Dobromir - Dumbrăveni - Fântânele | - Gârliciu - Ghindăreşti - Grădina - Horia - Independenţa - Ion Corvin - Istria - Limanu - Lipniţa - Lumina - Mereni - Mihai Viteazu | - Mihail Kogălniceanu - Mircea Vodă - Nicolae Bălcescu - Oltina - Ostrov - Pantelimon - Pecineaga - Peştera - Poarta Albă - Rasova - Saligny - Saraiu | - Săcele - Seimeni - Siliştea - Târguşor - Topalu - Topraisar - Tortoman - Tuzla - Valu lui Traian - Vulturu |

## Demografi
44°16′N 28°19′Ø / 44.27°N 28.31°Ø